# 奥德尔佐
奥德尔佐（義大利語：Oderzo），是意大利威尼托大区特雷维索省的一个市镇。该市镇位于威尼托平原的中心地区，距离威尼斯大约66公里。蒂卡诺河（利文扎河的支流）从城市穿过。市中心有大量丰富的历史建筑，为关于罗马帝国的研究提供了很多材料。

## 行政区划

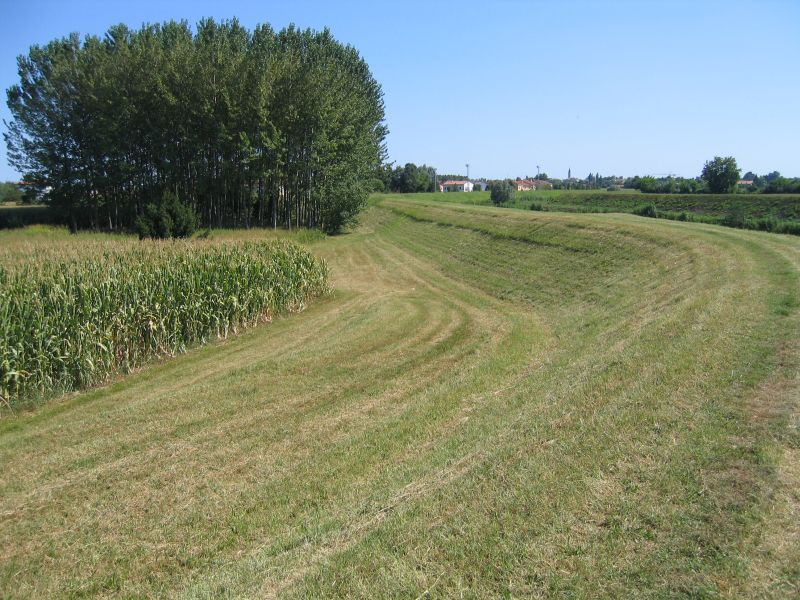
奥德尔佐农庄

城市周边有六个郊区，近似六边形的从北顺时针环绕着奥德尔佐。分别是：
- 卡米诺（拉丁語：Camino，常住居民2,300）
- 弗拉塔（拉丁語：Fratta,，常住居民1,000）
- 皮亚翁（拉丁語：Piavon，常住居民1,800）
- 鲁斯蒂涅（拉丁語：Rustignè，常住居民500）
- 法埃（常住居民850）
- 科尔弗兰库伊（拉丁語：Colfrancui，常住居民1,400）

## 历史

### 威尼托时期
該地最早有人定居的历史可以追溯到铁器时代，即大约在公元前10世纪。自公元前9世纪中叶起，威尼托人（Veneti）占领了这块区域，并命名为Opitergium。其中的词干部分-terg-意思是市场，表明奥德尔佐位于威尼托平原的中心地区，是一个理想的贸易中心。

### 古罗马时代

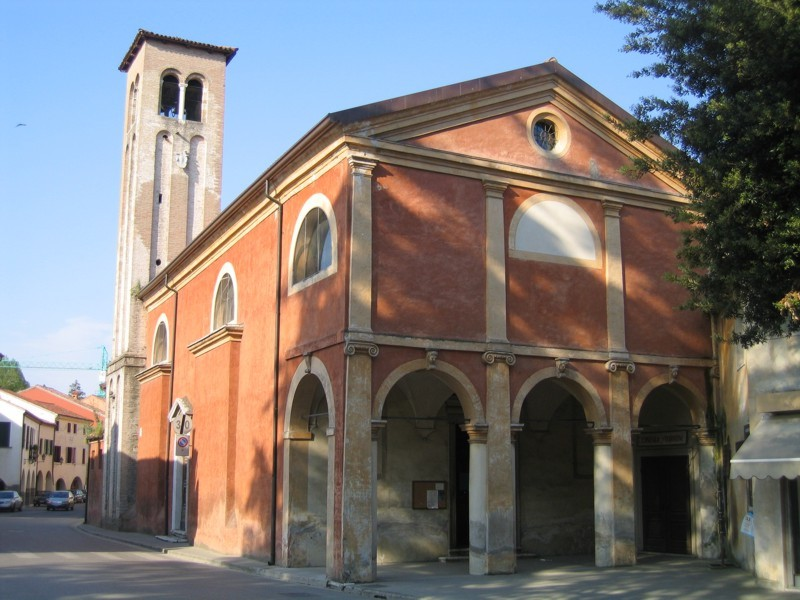
马德莱娜教堂

奥德尔佐的威尼托人似乎一直和罗马保持着友好的关系，並逐漸被羅馬同化。波斯图米亚大道于公元前148年竣工，使得奥德尔佐变得重要。在罗马内战中，於奥德尔佐出生的百夫長Caius Volteius Capito站在盖乌斯·尤利乌斯·恺撒这方战斗，并协助打败了格奈乌斯·庞培。
公元前48年，随着奥德尔佐并入罗马，成為羅馬的自治市，其市民被歸入羅馬部落帕皮里亞（Papiria）。在这一时期兴建了大量的建筑物，包括法院，教堂，寺庙和私人住宅，许多建築物保留至今，成为重要的历史文物。

### 中世纪
公元167年时，因为根据传说，阿提拉的宝藏藏在这个城市里，所以野蛮族马科曼尼人入侵奥德尔佐并大肆劫掠。导致大量人口逃亡，损失惨重。
根據傳說，第一任威尼斯總督阿納費斯托（Paolo Lucio Anafesto）乃來自奧德爾佐。大約於公元1000年时，贝卢诺和塞内达的主教，特雷维索公社，大卡米诺家族和达罗马诺家族宣称自己拥有这个围绕着城堡成长的小镇。直到1380年，该镇才被威尼斯共和国稳定的统治。

### 现代
奥德尔佐在1866年并入意大利王国。1917年第一次世界大战时，奥德尔佐在卡波雷托战役中被摧毁。
1943年，奥德尔佐成为了纳粹德国的傀儡意大利社会共和国（RSI）和意大利王国政府之间内战的中心。 1945年，有120人因为被怀疑是否效忠意大利社会共和国而遭到杀害（另见奥德尔佐大屠杀）。
奥德尔佐在意大利基督民主党的领导期间（意大利基督教民主党），经济日益繁荣，来自意大利南部的大量移民涌入奥德尔佐。

## 主要景点

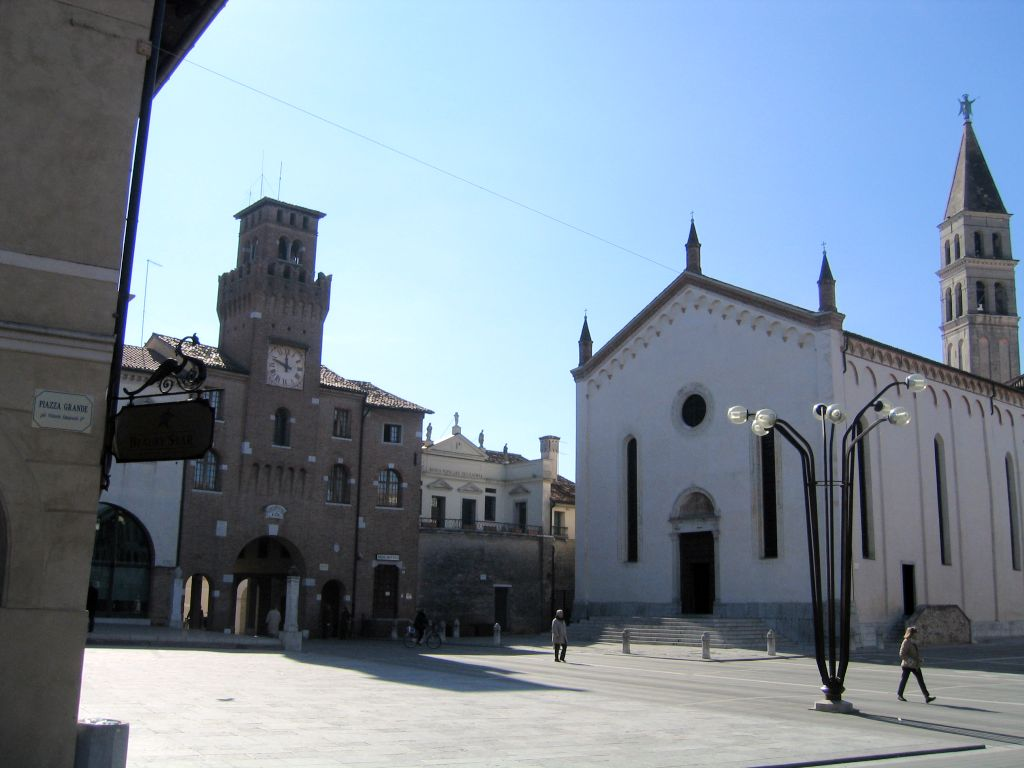
位于奥德尔佐的大广场（主广场）

- 城市中央的“大广场”
- “托雷辛塔”（瞭望台）
- 文艺复兴时期的宫殿
- 中世纪建造的监狱

## 历任市长

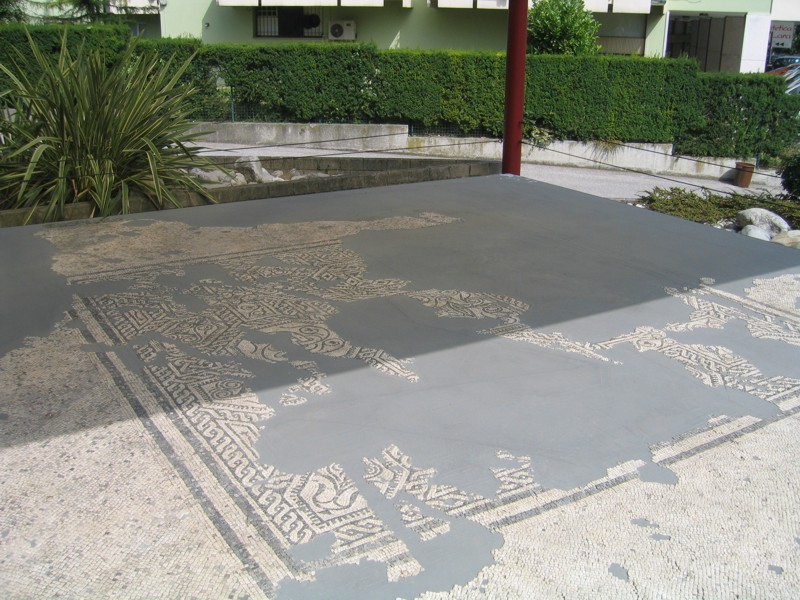
考古遗迹

| 任职时间                     | 市长                   | 政党             |
| ---------------------------- | ---------------------- | ---------------- |
| 1853年-1857年                | 西奥多·威尔科          |                  |
| 1857年-1859年                | 安格·莫罗              |                  |
| 1859年-1865年                | 保罗·德·波尔恰         |                  |
| 1867年-1869年                | 庞培·托马丁            |                  |
| 1870年-1870年                | 彼得·赞凯塔            |                  |
| 1871年-1873年                | 埃米利奥·加尔瓦尼亚    |                  |
| 1876年-1877年                | 保罗·德·波尔恰         |                  |
| 1878年-1879年                | 庞培·托马丁            |                  |
| 1880年-1890年                | （几位市议员暂时管理） |                  |
| 1890年-1896年                | 约翰·曼弗伦            |                  |
| 1896年-1898年                | 安德烈·比森            |                  |
| 1902年9月12日-1914年         | 弗朗西斯·加斯帕里内蒂  |                  |
| 1914年-1914年                | 约翰·曼弗伦            |                  |
| 1914年8月26日-1920年         | 安东尼·瓦达            |                  |
| 1920年-1930年                | 阿基里斯·洛伦宗        |                  |
| 1930年-1935年                | 伊诺·贝利斯            |                  |
| 1945年4月28日-1945年8月8日   | 普林尼·法布里          | 意大利基督民主党 |
| 1945年8月9日-1946年4月22日   | 阿蒂利奥·巴拉代尔      | 意大利基督民主党 |
| 1946年4月23日-1949年7月18日  | 约翰·巴特斯·玛卡       | 意大利基督民主党 |
| 1950年11月3日-1952年4月4日   | 阿尔贝托·阿皮隆        | 意大利基督民主党 |
| 1952年4月5日-1954年12月29日  | 杰罗姆·利诺·摩洛       | 意大利基督民主党 |
| 1952年4月5日-1963年12月29日  | 阿图·普佳提            | 意大利基督民主党 |
| 1954年12月30日-1970年6月29日 | 皮耶罗·费尔特兰        | 意大利基督民主党 |
| 1970年7月3日-1971年12月12日  | 乔治·格兰德            | 意大利基督民主党 |
| 1971年10月3日-1973年12月28日 | 阿尔·第                | 意大利基督民主党 |
| 1973年3月29日-1975年4月17日  | 马里奥·麦当娜          | 意大利基督民主党 |
| 1975年4月18日-1977年3月30日  | 达维德·波兹            | 意大利基督民主党 |
| 1977年3月31日-1987年4月10日  | 丹尼尔·马丁            | 意大利基督民主党 |
| 1987年4月11日-1993年6月18日  | 福格兹·祖兰            | 意大利基督民主党 |
| 1993年6月27日-2001年6月12日  | 约瑟夫·科夫雷          | 意大利联盟党     |
| 2001年6月13日-2006年6月11日  | 伊·普佳提              | 意大利联盟党     |
| 2001年6月12日至今            | 彼得·德拉·利伯拉       | 奥德尔佐公民     |

## 姊妹城市
奥德尔佐有两个姊妹城市:
- 意大利马萨-卡拉拉省蓬特雷莫利
- 美国弗吉尼亚州萨福克[8]